# Saussenac
Saussenac est une commune française située dans le département du Tarn, en région Occitanie. Sur le plan historique et culturel, la commune est dans le Ségala, un territoire s'étendant sur les départements du Tarn et de l'Aveyron, constitué de longs plateaux schisteux, morcelés d'étroites vallées.
Exposée à un climat océanique altéré, elle est drainée par le ruisseau de Coules, le ruisseau de Guithou, le ruisseau de Marguestautes, le ruisseau de Rassalens, le ruisseau de Sarlan et par divers autres petits cours d'eau. La commune possède un patrimoine naturel remarquable composé d'une zone naturelle d'intérêt écologique, faunistique et floristique.
Saussenac est une commune rurale qui compte 627 habitants en 2022, après avoir connu une forte hausse de la population depuis 1975. Elle fait partie de l'aire d'attraction d'Albi. Ses habitants sont appelés les Saussenacois ou  Saussenacoises.

## Géographie

### Localisation
Commune de l'aire urbaine d'Albi située dans l'Albigeois, sur l'ancienne route nationale 603 au nord-est d'Albi.

### Communes limitrophes
Les communes limitrophes sont  Andouque, Arthès, Le Garric, Lescure-d'Albigeois, Saint-Grégoire et Valderiès.
|                     | Valderiès |                |
| Le Garric           | Saussenac | Andouque       |
| Lescure-d'Albigeois | Arthès    | Saint-Grégoire |

### Hydrographie
La commune est dans le bassin de la Garonne, au sein du bassin hydrographique Adour-Garonne. Elle est drainée par le ruisseau de Coules, le ruisseau de Guithou, le ruisseau de Marguestautes, le ruisseau de Rassalens, le ruisseau de Sarlan, le ruisseau de Payssières et par divers petits cours d'eau, qui constituent un réseau hydrographique de 23 km de longueur totale,.
Le ruisseau de Coules, d'une longueur totale de 14,8 km, prend sa source dans la commune et s'écoule du nord-est au sud-ouest. Il traverse la commune et se jette dans le Tarn à Lescure-d'Albigeois, après avoir traversé 4 communes.

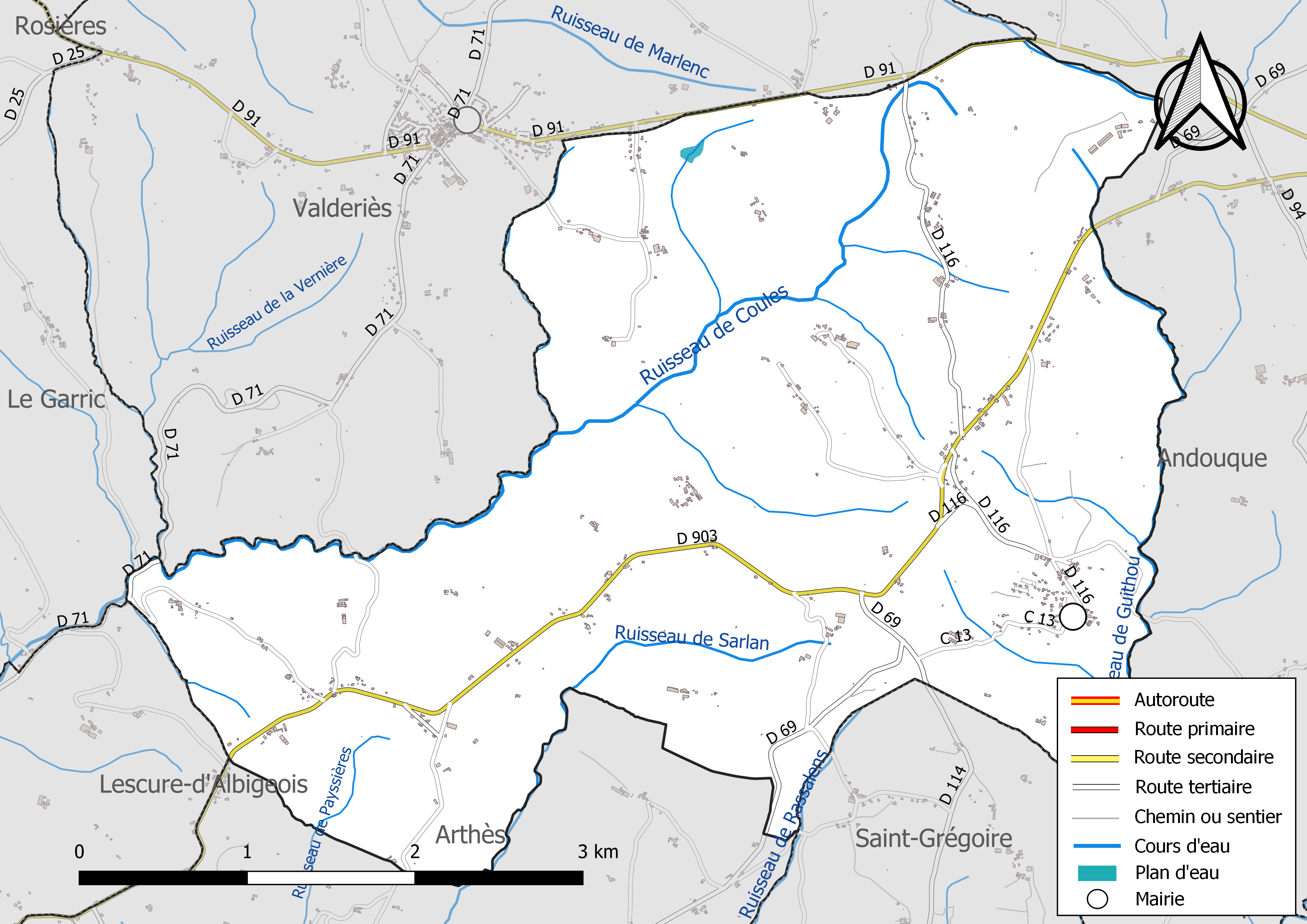
Réseaux hydrographique et routier de Saussenac.

### Climat
Pour des articles plus généraux, voir Climat de l'Occitanie et Climat du Tarn.
En 2010, le climat de la commune est de type climat océanique altéré, selon une étude du Centre national de la recherche scientifique s'appuyant sur une série de données couvrant la période 1971-2000. En 2020, Météo-France publie une typologie des climats de la France métropolitaine dans laquelle la commune est toujours exposée à un climat océanique altéré et est dans la région climatique Sud-est du Massif Central, caractérisée par une pluviométrie annuelle de 1 000 à 1 500 mm, minimale en été, maximale en automne.
Pour la période 1971-2000, la température annuelle moyenne est de 12,4 °C, avec une amplitude thermique annuelle de 16 °C. Le cumul annuel moyen de précipitations est de 960 mm, avec 10,9 jours de précipitations en janvier et 6,3 jours en juillet. Pour la période 1991-2020, la température moyenne annuelle observée sur la station météorologique de Météo-France la plus proche, « Tanus », sur la commune de Tanus à 13 km à vol d'oiseau, est de 12,1 °C et le cumul annuel moyen de précipitations est de 866,6 mm. 
La température maximale relevée sur cette station est de 38,9 °C, atteinte le 23 août 2023 ; la température minimale est de −12,7 °C, atteinte le 9 février 2012,,.
Les paramètres climatiques de la commune ont été estimés pour le milieu du siècle (2041-2070) selon différents scénarios d'émission de gaz à effet de serre à partir des nouvelles projections climatiques de référence DRIAS-2020. Ils sont consultables sur un site dédié publié par Météo-France en novembre 2022.

### Milieux naturels et biodiversité

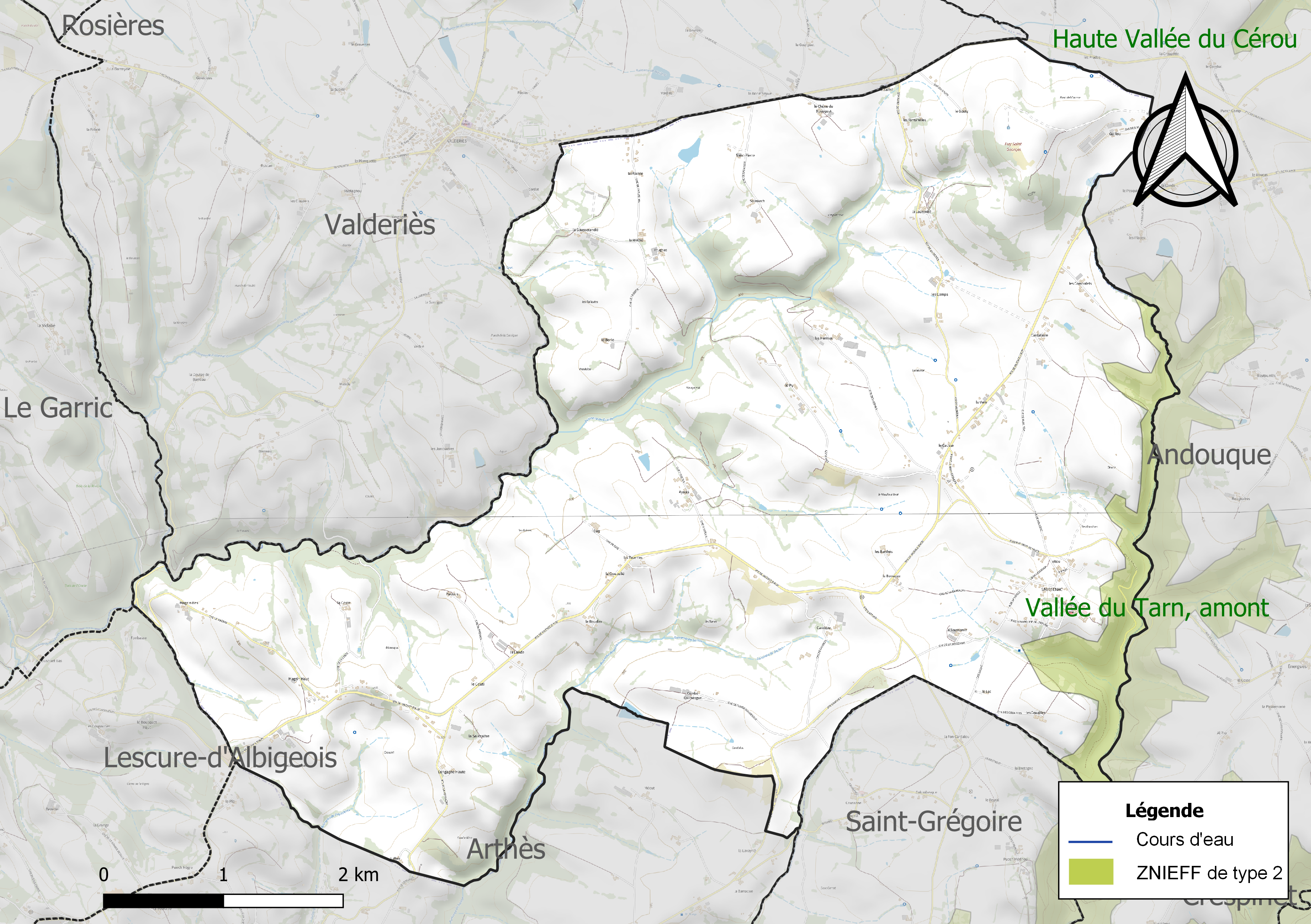
Carte de la ZNIEFF de type 2 localisée sur la commune.

L’inventaire des zones naturelles d'intérêt écologique, faunistique et floristique (ZNIEFF) a pour objectif de réaliser une couverture des zones les plus intéressantes sur le plan écologique, essentiellement dans la perspective d’améliorer la connaissance du patrimoine naturel national et de fournir aux différents décideurs un outil d’aide à la prise en compte de l’environnement dans l’aménagement du territoire.
Une ZNIEFF de type 2 est recensée sur la commune :
la « vallée du Tarn, amont » (36 322 ha), couvrant 57 communes dont 31 dans l'Aveyron, une dans la Lozère et 25 dans le Tarn.

## Urbanisme

### Typologie
Au 1er janvier 2024, Saussenac est catégorisée commune rurale à habitat dispersé, selon la nouvelle grille communale de densité à sept niveaux définie par l'Insee en 2022.
Elle est située hors unité urbaine. Par ailleurs la commune fait partie de l'aire d'attraction d'Albi, dont elle est une commune de la couronne,. Cette aire, qui regroupe 91 communes, est catégorisée dans les aires de 50 000 à moins de 200 000 habitants,.

### Occupation des sols
L'occupation des sols de la commune, telle qu'elle ressort de la base de données européenne d’occupation biophysique des sols Corine Land Cover (CLC), est marquée par l'importance des territoires agricoles (92,2 % en 2018), une proportion identique à celle de 1990 (92,2 %). La répartition détaillée en 2018 est la suivante : 
zones agricoles hétérogènes (39,6 %), terres arables (26,4 %), prairies (26,3 %), forêts (7,8 %). L'évolution de l’occupation des sols de la commune et de ses infrastructures peut être observée sur les différentes représentations cartographiques du territoire : la carte de Cassini (XVIIIe siècle), la carte d'état-major (1820-1866) et les cartes ou photos aériennes de l'IGN pour la période actuelle (1950 à aujourd'hui).

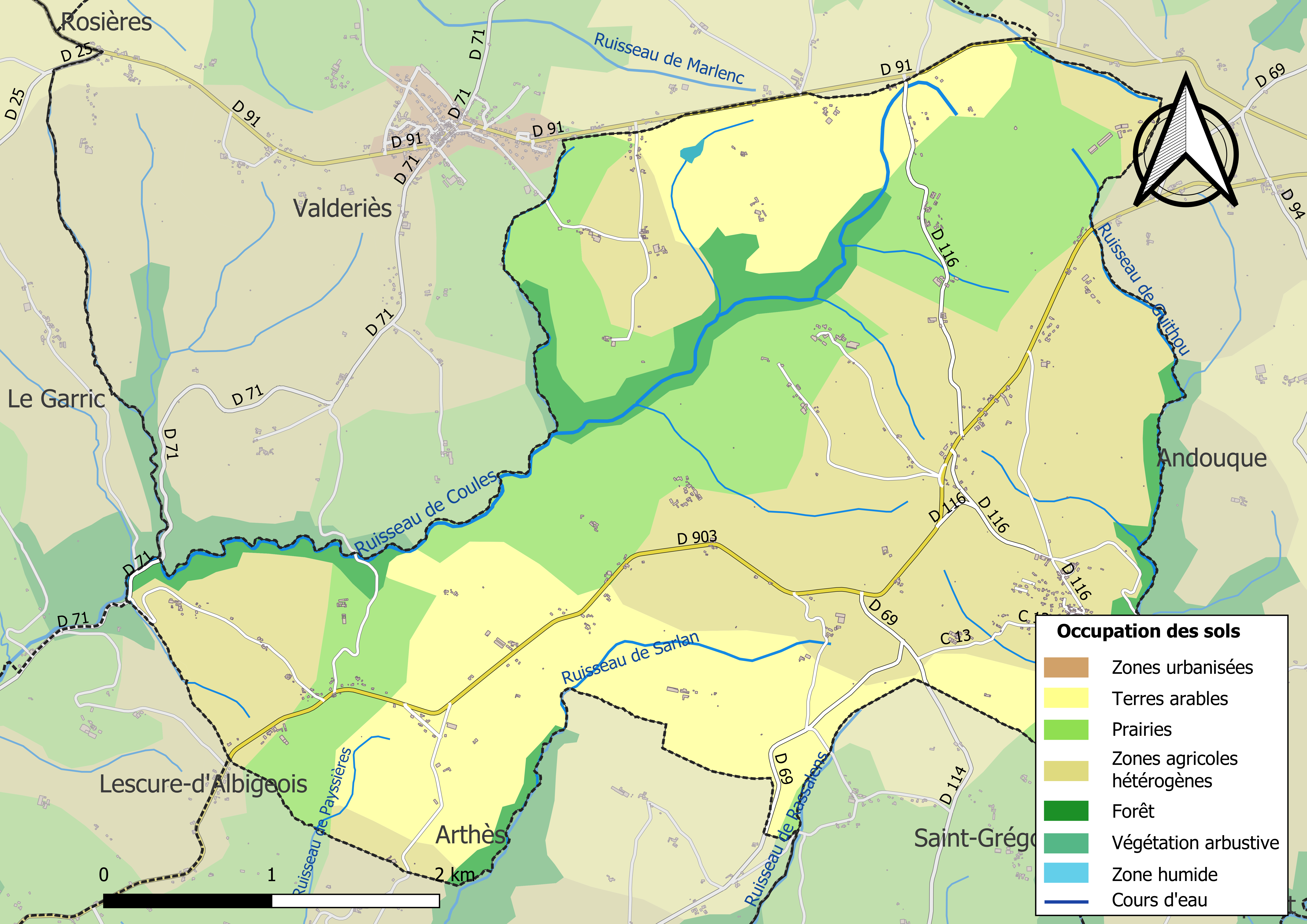
Carte des infrastructures et de l'occupation des sols de la commune en 2018 (CLC).

### Risques majeurs
Le territoire de la commune de Saussenac est vulnérable à différents aléas naturels : météorologiques (tempête, orage, neige, grand froid, canicule ou sécheresse), inondations, mouvements de terrains et séisme (sismicité très faible). Il est également exposé à un risque technologique, le transport de matières dangereuses, et à un risque particulier : le risque de radon. Un site publié par le BRGM permet d'évaluer simplement et rapidement les risques d'un bien localisé soit par son adresse soit par le numéro de sa parcelle.

#### Risques naturels
Certaines parties du territoire communal sont susceptibles d’être affectées par le risque d’inondation par débordement de cours d'eau, notamment le ruisseau de Coules. La cartographie des zones inondables en ex-Midi-Pyrénées réalisée dans le cadre du XIe Contrat de plan État-région, visant à informer les citoyens et les décideurs sur le risque d’inondation, est accessible sur le site de la DREAL Occitanie. La commune a été reconnue en état de catastrophe naturelle au titre des dommages causés par les inondations et coulées de boue survenues en 1982,.
Saussenac est exposée au risque de feu de forêt. En 2022, il n'existe pas de Plan de Prévention des Risques incendie de forêt (PPRif). Le débroussaillement aux abords des maisons constitue l’une des meilleures protections pour les particuliers contre le feu,.

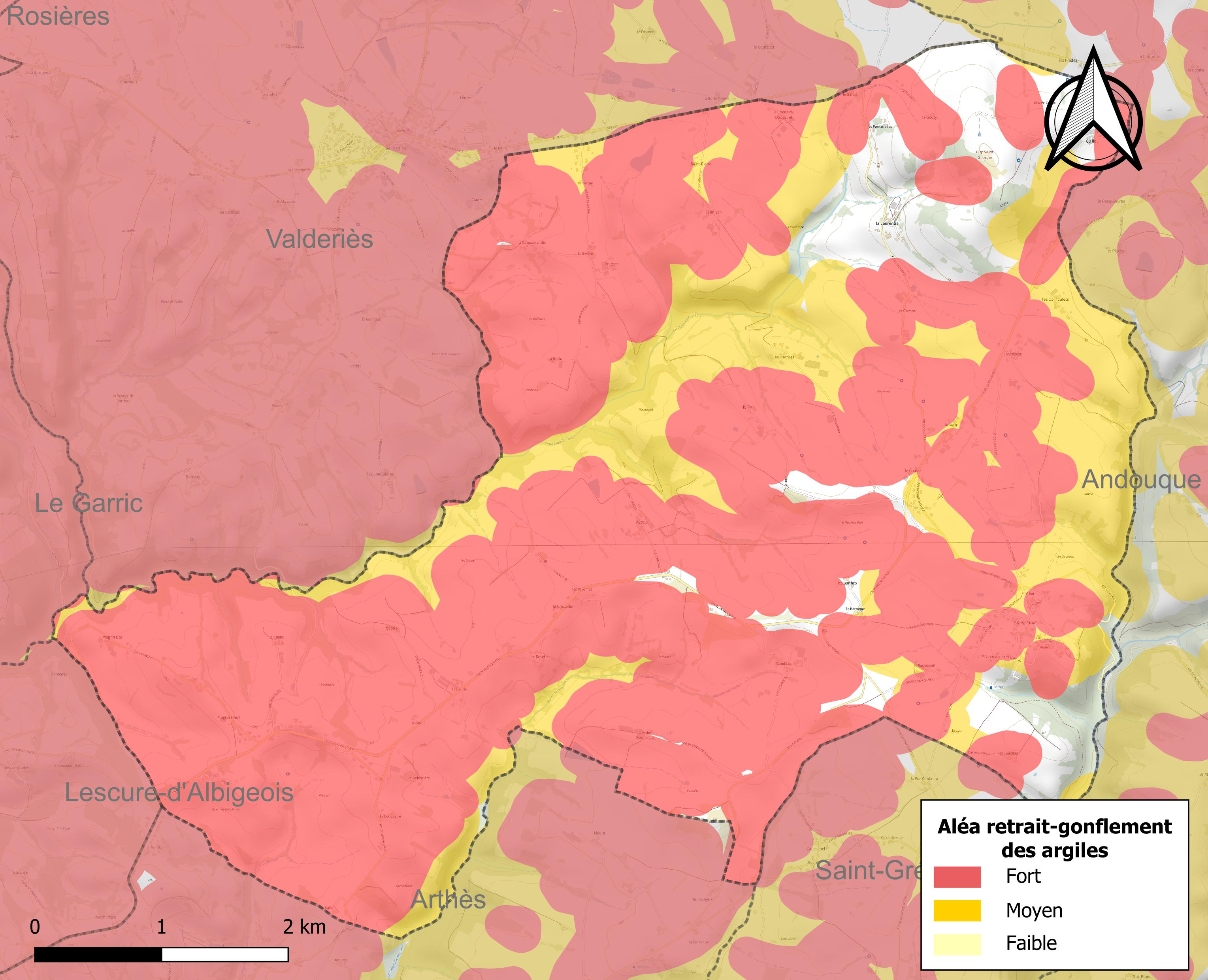
Carte des zones d'aléa retrait-gonflement des sols argileux de Saussenac.

La commune est vulnérable au risque de mouvements de terrains constitué principalement du retrait-gonflement des sols argileux. Cet aléa est susceptible d'engendrer des dommages importants aux bâtiments en cas d’alternance de périodes de sécheresse et de pluie. 90,8 % de la superficie communale est en aléa moyen ou fort (76,3 % au niveau départemental et 48,5 % au niveau national). Sur les 253 bâtiments dénombrés sur la commune en 2019, 237 sont en aléa moyen ou fort, soit 94 %, à comparer aux 90 % au niveau départemental et 54 % au niveau national. Une cartographie de l'exposition du territoire national au retrait gonflement des sols argileux est disponible sur le site du BRGM,.
Par ailleurs, afin de mieux appréhender le risque d’affaissement de terrain, l'inventaire national des cavités souterraines permet de localiser celles situées sur la commune.

#### Risques technologiques
Le risque de transport de matières dangereuses sur la commune est lié à sa traversée par des infrastructures routières ou ferroviaires importantes ou la présence d'une canalisation de transport d'hydrocarbures. Un accident se produisant sur de telles infrastructures est susceptible d’avoir des effets graves sur les biens, les personnes ou l'environnement, selon la nature du matériau transporté. Des dispositions d’urbanisme peuvent être préconisées en conséquence.

#### Risque particulier
Dans plusieurs parties du territoire national, le radon, accumulé dans certains logements ou autres locaux, peut constituer une source significative d’exposition de la population aux rayonnements ionisants. Certaines communes du département sont concernées par le risque radon à un niveau plus ou moins élevé. Selon la classification de 2018, la commune de Saussenac est classée en zone 3, à savoir zone à potentiel radon significatif.

## Héraldique
| Blason de Saussenac | Blason  | D'azur au pairle d'argent.                       |
| Blason de Saussenac | Détails | Le statut officiel du blason reste à déterminer. |

## Politique et administration
| Période                                  | Période   | Identité            | Étiquette | Qualité |
| ---------------------------------------- | --------- | ------------------- | --------- | ------- |
| avant 1981                               | ?         | Aimé Carrié         | PS        |         |
| mars 2001                                | mars 2008 | Jean-Claude Menoret |           |         |
| mars 2008                                | en cours  | Pierre Cahuzac      |           |         |
| Les données manquantes sont à compléter. |           |                     |           |         |

## Démographie
| 1793 | 1800 | 1806 | 1821 | 1831 | 1836 | 1841 | 1846 | 1851 |
| ---- | ---- | ---- | ---- | ---- | ---- | ---- | ---- | ---- |
| 424  | 438  | 467  | 608  | 619  | 656  | 710  | 692  | 697  |

| 1856 | 1861 | 1866 | 1872 | 1876 | 1881 | 1886 | 1891 | 1896 |
| ---- | ---- | ---- | ---- | ---- | ---- | ---- | ---- | ---- |
| 655  | 671  | 685  | 664  | 671  | 681  | 644  | 593  | 580  |

| 1901 | 1906 | 1911 | 1921 | 1926 | 1931 | 1936 | 1946 | 1954 |
| ---- | ---- | ---- | ---- | ---- | ---- | ---- | ---- | ---- |
| 505  | 525  | 532  | 507  | 518  | 443  | 434  | 428  | 437  |

| 1962 | 1968 | 1975 | 1982 | 1990 | 1999 | 2006 | 2008 | 2013 |
| ---- | ---- | ---- | ---- | ---- | ---- | ---- | ---- | ---- |
| 407  | 361  | 313  | 337  | 392  | 409  | 466  | 482  | 558  |

| 2018 | 2022 | - | - | - | - | - | - | - |
| ---- | ---- | - | - | - | - | - | - | - |
| 590  | 627  | - | - | - | - | - | - | - |

## Économie

### Revenus
En 2018, la commune compte 228 ménages fiscaux, regroupant 580 personnes. La médiane du revenu disponible par unité de consommation est de 20 760 € (20 400 € dans le département).

### Emploi
|                | 2008  | 2013  | 2018  |
| -------------- | ----- | ----- | ----- |
| Commune        | 3,7 % | 8,4 % | 5,6 % |
| Département    | 8,2 % | 9,9 % | 10 %  |
| France entière | 8,3 % | 10 %  | 10 %  |

En 2018, la population âgée de 15 à 64 ans s'élève à 358 personnes, parmi lesquelles on compte 78,8 % d'actifs (73,2 % ayant un emploi et 5,6 % de chômeurs) et 21,2 % d'inactifs,. Depuis 2008, le taux de chômage communal (au sens du recensement) des 15-64 ans est inférieur à celui de la France et du département.
La commune fait partie de la couronne de l'aire d'attraction d'Albi, du fait qu'au moins 15 % des actifs travaillent dans le pôle,. Elle compte 65 emplois en 2018, contre 71 en 2013 et 59 en 2008. Le nombre d'actifs ayant un emploi résidant dans la commune est de 263, soit un indicateur de concentration d'emploi de 24,7 % et un taux d'activité parmi les 15 ans ou plus de 61,8 %.
Sur ces 263 actifs de 15 ans ou plus ayant un emploi, 45 travaillent dans la commune, soit 17 % des habitants. Pour se rendre au travail, 86,3 % des habitants utilisent un véhicule personnel ou de fonction à quatre roues, 0,8 % les transports en commun, 4,2 % s'y rendent en deux-roues, à vélo ou à pied et 8,7 % n'ont pas besoin de transport (travail au domicile).

### Activités hors agriculture
33 établissements sont implantés  à Saussenac au 31 décembre 2019. Le tableau ci-dessous en détaille le nombre par secteur d'activité et compare les ratios avec ceux du département,.
| Secteur d'activité                                                                                        | Commune | Commune | Département |
| Secteur d'activité                                                                                        | Nombre  | %       | %           |
| --- | ------- | ------- | ----------- |
| Ensemble                                                                                                  | 33      |         |             |
| Industrie manufacturière, industries extractives et autres                                                | 12      | 36,4 %  | (13 %)      |
| Construction                                                                                              | 3       | 9,1 %   | (12,5 %)    |
| Commerce de gros et de détail, transports, hébergement et restauration                                    | 8       | 24,2 %  | (26,7 %)    |
| Activités immobilières                                                                                    | 1       | 3 %     | (4,2 %)     |
| Activités spécialisées, scientifiques et techniques et activités de services administratifs et de soutien | 2       | 6,1 %   | (13,8 %)    |
| Administration publique, enseignement, santé humaine et action sociale                                    | 3       | 9,1 %   | (15,5 %)    |
| Autres activités de services                                                                              | 4       | 12,1 %  | (9 %)       |

Le secteur de l'industrie manufacturière, des industries extractives et autres est prépondérant sur la commune puisqu'il représente 36,4 % du nombre total d'établissements de la commune (12 sur les 33 entreprises implantées  à Saussenac), contre 13 % au niveau départemental.

### Agriculture
La commune est dans le Segala, une petite région agricole située dans le nord-est du département du Tarn. C’est la relative pauvreté du sol de cette région où ne poussait jadis que le seigle qui a donné son nom à cette aire géographique. Situé en moyenne altitude, le Ségala s’étend sur des territoires vallonnés et riches en schiste. En 2020, l'orientation technico-économique de l'agriculture  sur la commune est l'élevage bovin, orientation mixte lait et viande.
|               | 1988  | 2000  | 2010  | 2020  |
| ------------- | ----- | ----- | ----- | ----- |
| Exploitations | 54    | 32    | 31    | 24    |
| SAU (ha)      | 1 614 | 1 511 | 1 713 | 1 717 |

Le nombre d'exploitations agricoles en activité et ayant leur siège dans la commune est passé de 54 lors du recensement agricole de 1988  à 32 en 2000 puis à 31 en 2010 et enfin à 24 en 2020, soit une baisse de 56 % en 32 ans. Le même mouvement est observé à l'échelle du département qui a perdu pendant cette période 58 % de ses exploitations,. La surface agricole utilisée sur la commune a quant à elle augmenté, passant de 1 614 ha en 1988 à 1 717 ha en 2020. Parallèlement la surface agricole utilisée moyenne par exploitation a augmenté, passant de 30 à 72 ha.

## Culture locale et patrimoine

### Lieux et monuments
- Puy Saint-Georges.
- Église Saint-Eusèbe de Saussenac.
- Église Saint-Barthélemy du Puy Saint-Georges.